# Kościół Niepokalanego Poczęcia Najświętszej Maryi Panny w Katowicach
Kościół Niepokalanego Poczęcia Najświętszej Maryi Panny w Katowicach, zwany także kościołem Mariackim – rzymskokatolicki kościół w Katowicach, położony przy placu ks. E. Szramka w dzielnicy Śródmieście, zamykający wschodni wylot ulicy Mariackiej.
Jest to najstarszy zachowany kościół katolicki w centrum miasta, a zbudowany został w stylu neogotyckim według projektu Alexisa Langera na planie krzyża łacińskiego z ciosów kamiennych w latach 1862–1870. Wpisany jest do rejestru zabytków nieruchomych. Świątynia jest kościołem parafialnym parafii Niepokalanego Poczęcia Najświętszej Maryi Panny.

## Historia

### Początki i budowa świątyni

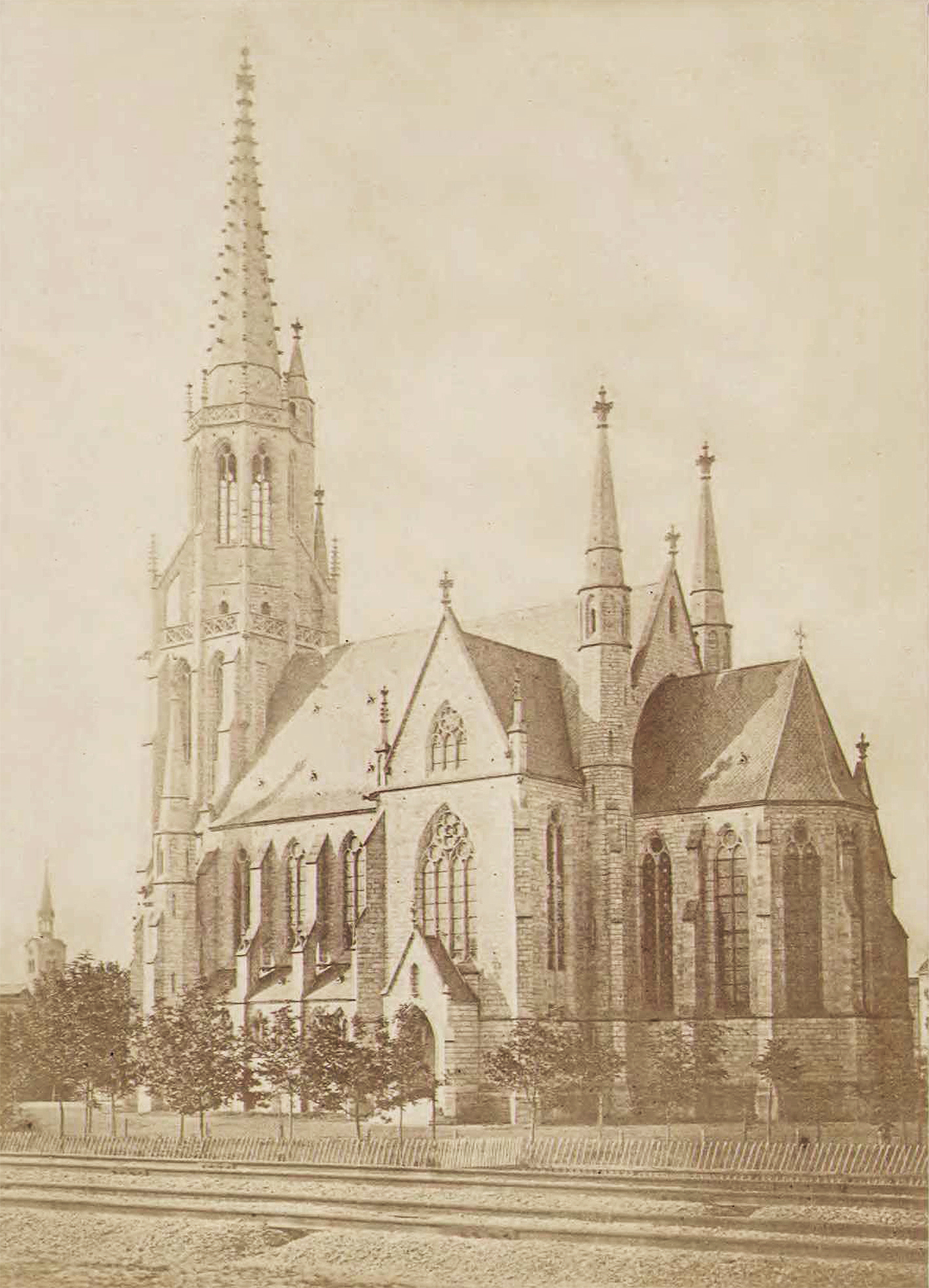
Kościół Mariacki na zdjęciu z około 1872 roku; widok od strony południowo-wschodniej

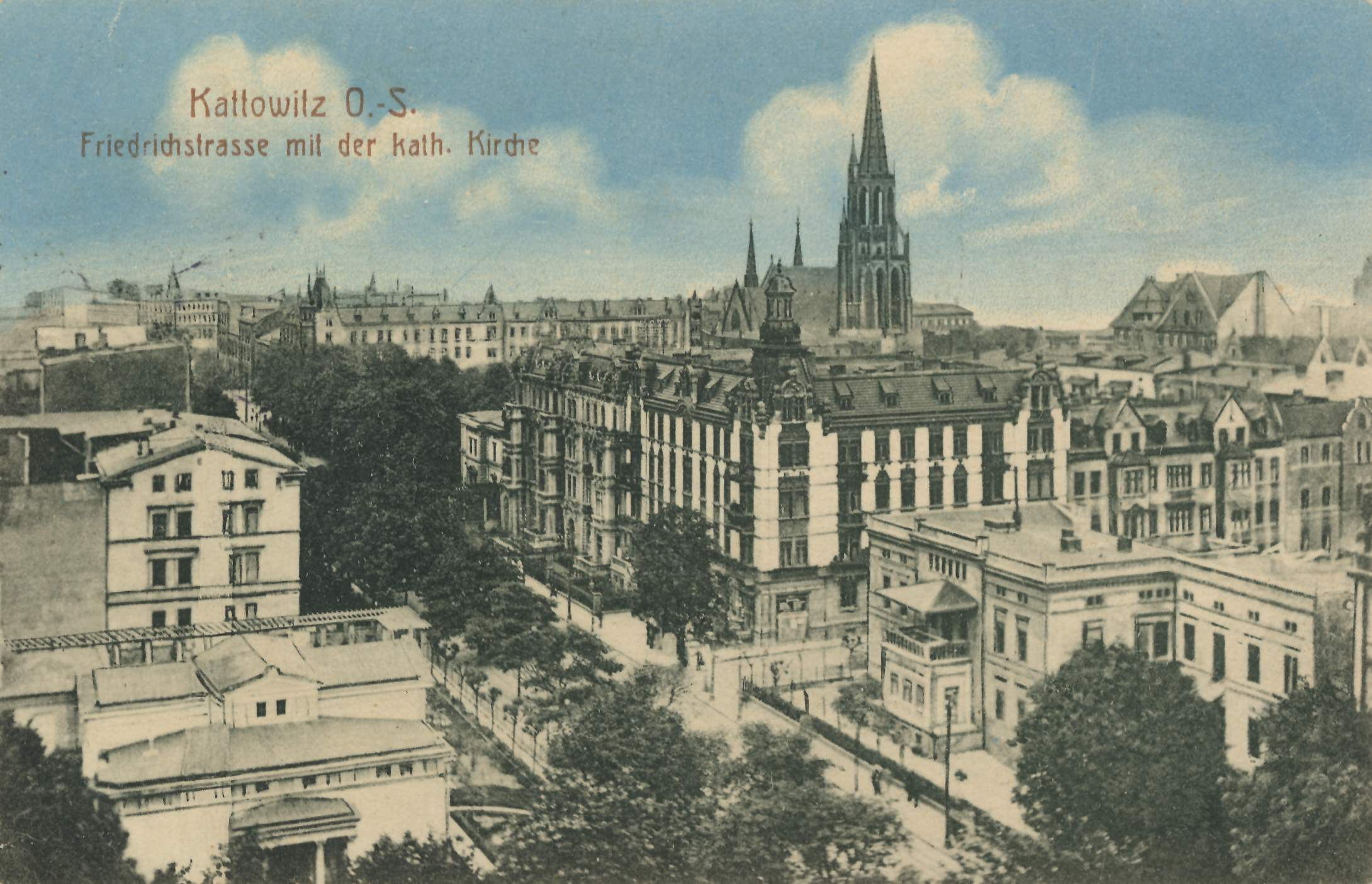
Fragment wschodniej części współczesnego Śródmieścia Katowic z ulicą Warszawską na pierwszym planie w 1913 roku; w tle widoczna górna część kościoła Mariackiego

Kościół Mariacki jest najstarszą zachowaną świątynią katolicką w Śródmieściu Katowic i jednocześnie jest najstarszym murowanym kościołem w Katowicach.
Plany utworzenia katowickiej parafii katolickiej sięgają połowy XIX wieku, kiedy to następowała industrializacja Górnego Śląska, a wraz z tym szybki wzrost liczby ludności w tym regionie. Jednocześnie zakup dóbr katowickich przez Franza Wincklera przyczynił się do tego, że wieś w szybkim tempie nabrała miejskiego charakteru. Miejscowi katolicy musieli natomiast w tym czasie uczęszczać do drewnianego kościoła w Bogucicach.
W 1858 roku katowiccy katolicy rozpoczęli rozmowy w sprawie przeniesienia do Katowic drewnianego kościoła z Biskupic. Działania na rzecz założenia na terenie Katowic parafii katolickiej podjęto w 1860 roku, a głównym ich inicjatorem był księgowy Tiele-Wincklerów Heinrich Knappe. Zdołał on uzyskać zgodę od biskupa wrocławskiego Heinricha Förstera na wydzielenie z parafii bogucickiej Katowic wraz z Brynowem. 
W krótkim czasie zebrano od wiernych prawie 2,5 tys. talarów i wzniesiono tymczasową świątynię z muru pruskiego, krytą dwuspadowym dachem, która została poświęcona 11 listopada 1860 roku. Prowizoryczny budynek powstał na północny zachód od późniejszego placu Wolności, a wzniósł go mistrz budowalny Julius Haase. Nową świątynią zarządzał pochodzący z Tarnowskich Gór ks. Teodor Kremski.
O budowie większego kościoła zadecydował ówczesny biskup wrocławski Heinrich Förster, który wiosną 1861 roku podczas wizyty u kanonika w Raciborzu wyznaczył na architekta Alexisa Langera. Wykonawcą robót został Julius Haase, a przebieg prac budowlanych nadzorował Heinrich Moritz August Nottebohm, który jeszcze w 1861 roku wystawił opinię do przedstawionemu mu do zatwierdzenia projektowi kościoła.
Od początku planowano, iż monumentalna świątynia katolicka ma zostać wzniesiona naprzeciw kościoła ewangelickiego, a działkę pod jej budowę pomiędzy ulicą Warszawską a nasypem kolejowym podarowali Waleska i Hubert Tiele-Wincklerowie, właściciele dóbr katowickich.
8 stycznia 1862 roku powołano kurację w Katowicach, a 31 sierpnia tego samego roku nastąpiło uroczyste wmurowanie kamienia węgielnego. Prace budowlane posuwały się szybko: w 1864 roku mury świątyni były wzniesione do wysokości okien, w 1868 roku przeprowadzono wiązanie dachu, a rok później wykonano sklepienia i rozpoczęto prace przy urządzaniu wnętrz.
Plac pod budowę, kamień i wapno ofiarowali Tiele-Wincklerowie. Piaskowiec pochodził z kamieniołomu, który znajdował się przy hucie cynku „Henriette” niedaleko Katowic, w Katowickiej Hałdzie. Budulec na plac budowy zwozili chłopi z Katowic i Brynowa, a na placu budowy obrabiali go kamieniarze, którym zarządzał Jan Wenzel.
W 1868 roku w związku z przedłużającą się chorobą ks. Teodora Kremskiego nowym kuratusem został dotychczasowy wikary, ks. Wiktor Schmidt, który dokończył budowę świątyni. Budowa kościoła trwała osiem lat – została ukończona w listopadzie 1870 roku. Budowę świątyni sfinansował częściowo biskup wrocławski Heinrich Förster, a reszta pieniędzy pochodziła przede wszystkim wszystkim z podatku kościelnego, dobrowolnych datków ofiarodawców oraz z zaciągniętych pożyczek.

### Poświęcenie kościoła i dalsze dzieje

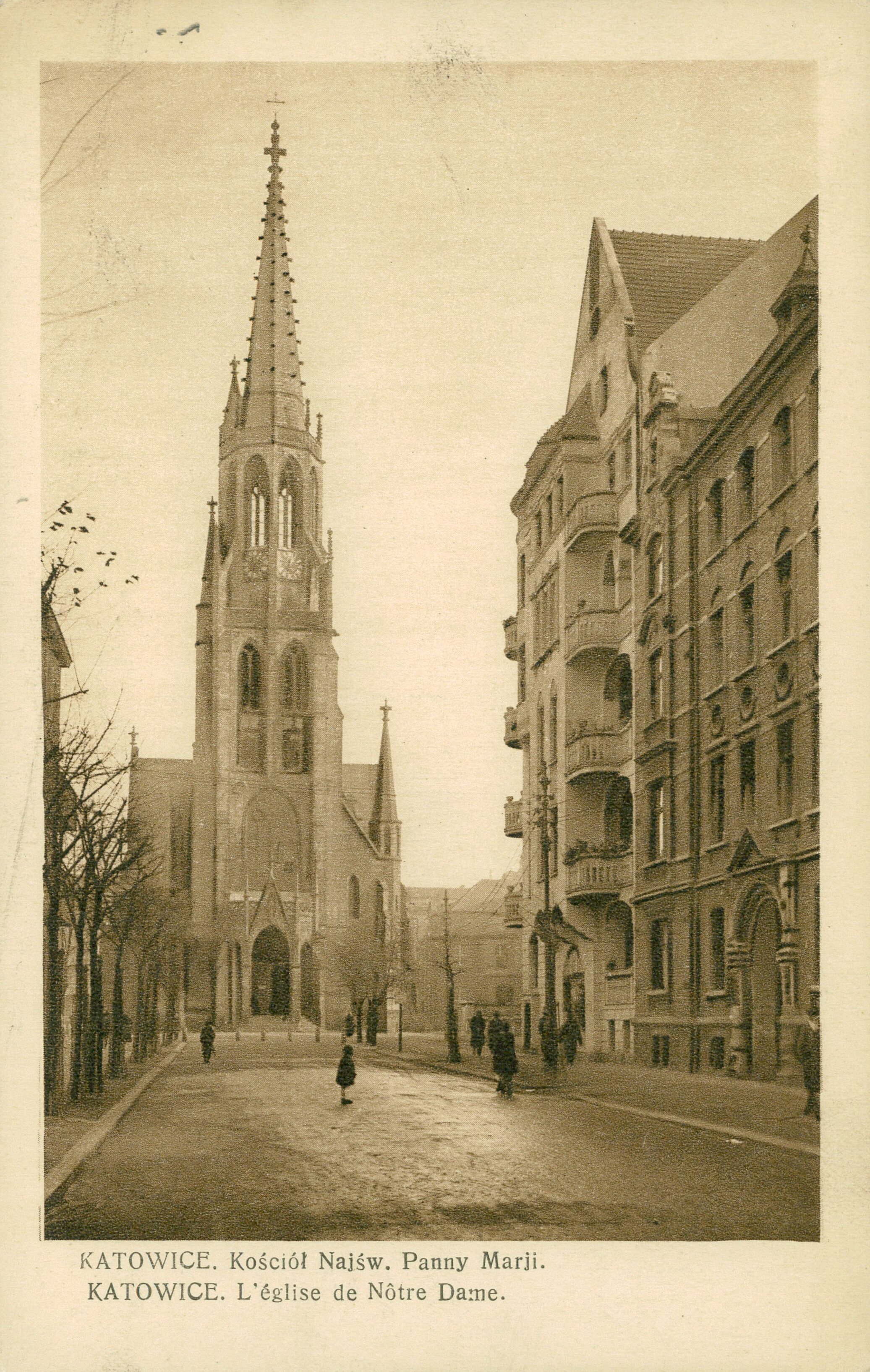
Kościół na widokówce wydanej w 1930 roku; widok od zachodu

20 listopada 1870 roku kościół został poświęcony. Konsekracji kościoła dokonał bp Adrian Włodarski, sufragan wrocławski. Przybył do Katowic 19 listopada, gdzie został przywitany przez ks. Wiktora Schmidta w Katowic, ks. Leopolda Markiefkę z Bogucic, ks. Antoniego Stabika z Michałkowic oraz przedstawicieli gminy. Dzień później bp Adrian Włodarski udał się do kościoła, by dokonać konsekracji, a mieszkańcy Katowic wyruszyli z procesją z kościoła tymczasowego do nowo wzniesionej świątyni.
Po poświęceniu kościoła Mariackiego stara świątynia została kupiona przez założyciela parafii starokatolickiej ks. Pawła Kamińskiego, a w 1874 roku została przeniesiona na ulicę Sokolską. Osobna parafia przy kościele Mariackim została erygowana 14 czerwca 1873 roku, a jej pierwszym proboszczem został ks. prałat Wiktor Schmidt. Objęła ona zasięgiem cały teren ówczesnych Katowic, a także sąsiednią gminę Brynów.

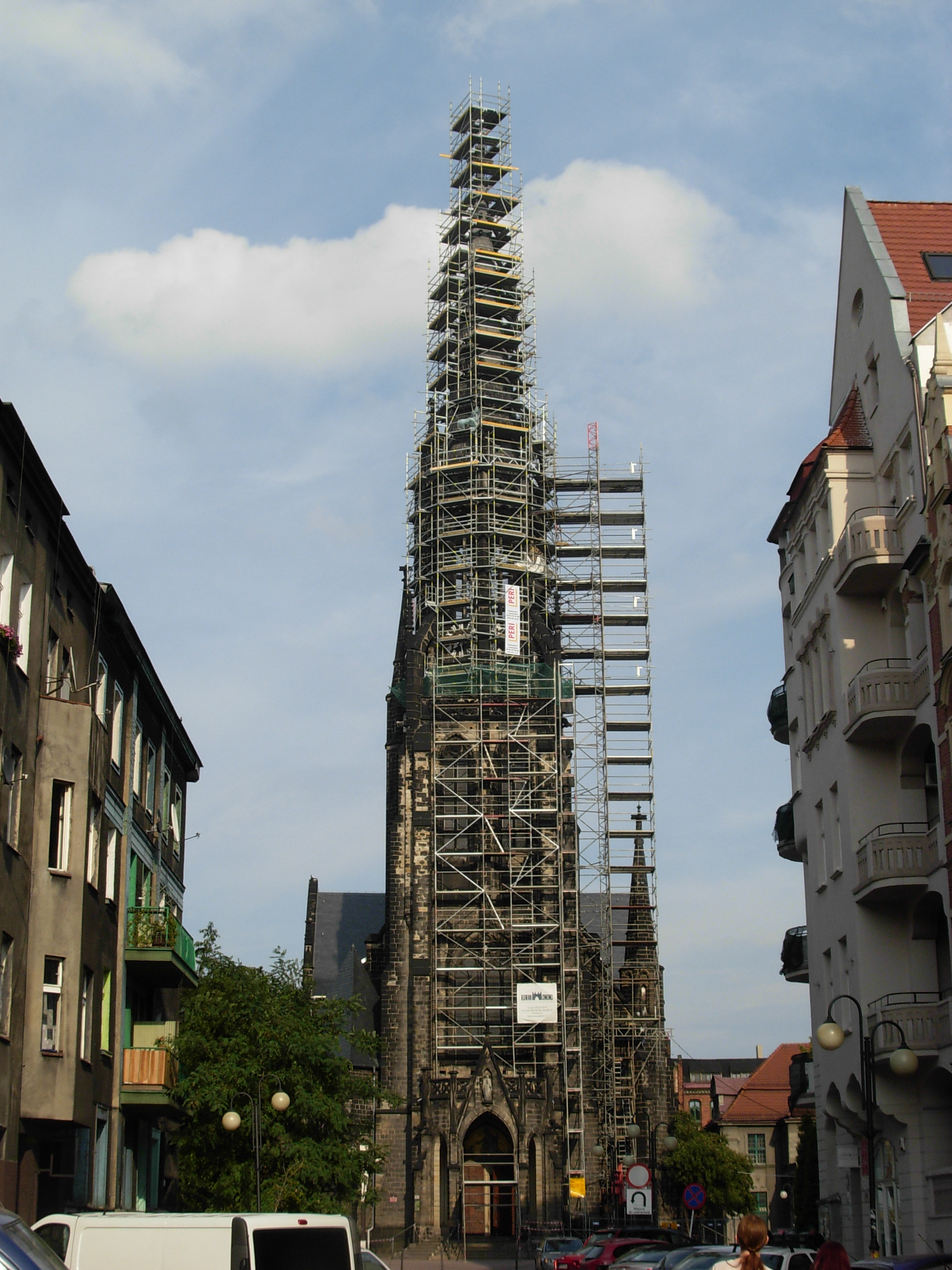
Kościół Mariacki w trakcie renowacji w sierpniu 2007 roku

Wystrój kościoła na przestrzeni lat ulegał licznym zmianom, zarówno jeżeli chodzi o elementy wyposażenia, jak i malowidła ścienne. W 1868 roku zwrócono się do Carla Volkmanna z Gliwic o przygotowanie projektu organów dla kościoła. Zostały one zbudowane w 1871 roku. Rok wcześniej, wiosną 1870 roku, poświęcono pierwsze kościelne dzwony, które podczas I wojny światowej zostały przez władze pruskie zarekwirowane na cele wojenne.
Szczególną dużą inicjatywę sprawach wyposażenia kościoła Mariackiego przejawiał ks. Emil Szramek, który został proboszczem parafii Mariackiej w 1926 roku. W latach 1928–1930 wyposażył kościół w sześć dużych płócien o tematyce maryjnej autorstwa Józefa Unierzyskiego.
W 1969 roku w kościele zostały zbudowane nowe organy, zastępując dotychczasowy instrument. W czasie posługi ks. Damiana Zimonia jako proboszcza parafii Mariackiej w latach 1975–1985 zaszły duże zmiany w wystroju kościoła. Został on wówczas przystosowany do zmian posoborowych m.in. poprzez całkowitą zmianę wyglądu prezbiterium. W 1977 roku powieszono tutaj nowy obraz Matki Bożej Niepokalanej autorstwa Witolda Pałki, a pierwszą mszę św. przy nowym marmurowym ołtarzu odprawiono w Wielki Czwartek 1978 roku. Rok później zamontowano trawertynowe ambonki oraz nowe tabernakulum. W 1980 roku w prezbiterium pojawił się duży krzyż z figurami Matki Bożej i św. Jana, a w 1983 roku figura św. Maksymiliana Marii Kolbego.
2 lutego 1982 roku kościół Mariacki został wpisany do rejestru zabytków nieruchomych.
Kościół Mariacki, który przez lata był narażony na negatywne skutki eksploatacji górniczej i zanieczyszczenie powietrza, w pierwszym dwudziestoleciu XXI wieku przeszedł gruntowną renowację. W pierwszej kolejności zapadała decyzja o konserwacji witraży autorstwa Adama Bunscha, którą przeprowadzono w 2001 roku. W 2006 roku przeprowadzono modernizację dachu – usunięto pokrycie z eternitu, które zostało zastąpione naturalnym kamiennym łupkiem sprowadzonym z Hiszpanii. W latach 2007–2010 wyczyszczono elewację kościoła, a wraz z tym wymieniono najbardziej zniszczone elementy i zrekonstruowano wiele detali architektonicznych. Wnętrza świątyni zostały poddano renowacji w latach 2016–2017.

## Architektura

### Architektura zewnętrzna

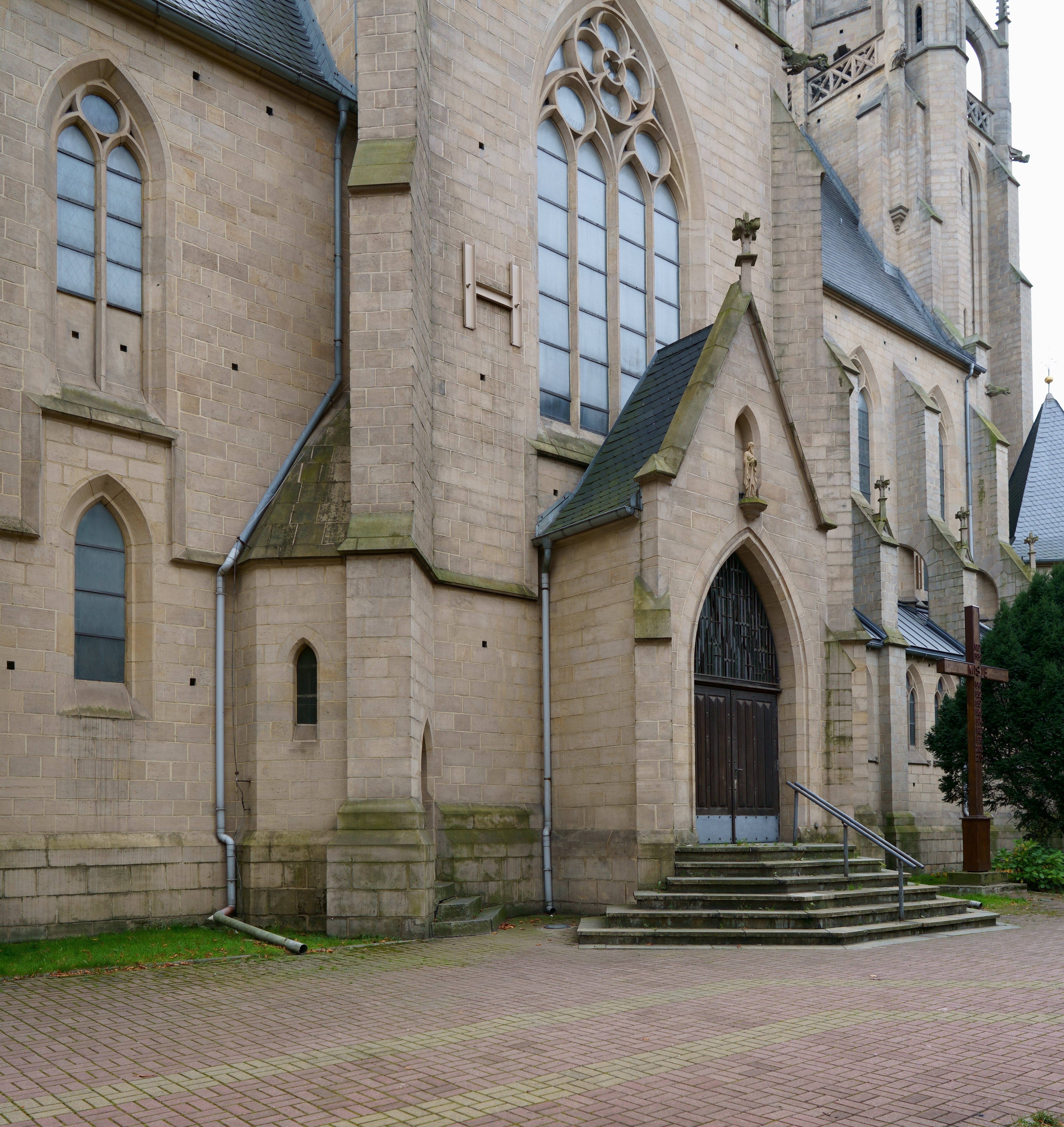
Północny transept kościoła (2022)

Kościół Niepokalanego Poczęcia Najświętszej Maryi Panny zbudowany jest w stylu neogotyckim z wpływami szkoły nadreńskiej według projektu Alexisa Langera i jest to najbardziej monumentalna świątynia przez niego zaprojektowana na Górnym Śląsku, natomiast według Łukasza Konarzewskiego kościół powstał w stylu nawiązującym do wczesnej fazy gotyku francuskiego, o czym świadczą: jednoczęściowa forma łuków przyporowych, zastosowany rodzaj detalu (głównie maswerki okienne), a także sposób wykończenia ścian zewnętrznych.
Jest to obiekt murowany z cegły, licowany piaskowcem, o konstrukcji w systemie przyporowym z pojedynczymi lukami przewieszonymi ponad dachy naw bocznych. Zbudowany został na planie krzyża łacińskiego. Jest on trójnawowy z transeptem, trójbocznie zamkniętym prezbiterium, prostokątną zakrystią między prezbiterium a północnym ramieniem transeptu oraz kwadratową kaplicą po stronie północno-zachodniej kościoła. W miejscu zetknięcia transeptu i prezbiterium znajdują się dwie wieżyczki. Długość świątyni od kruchty do prezbiterium wynosi 43 m.

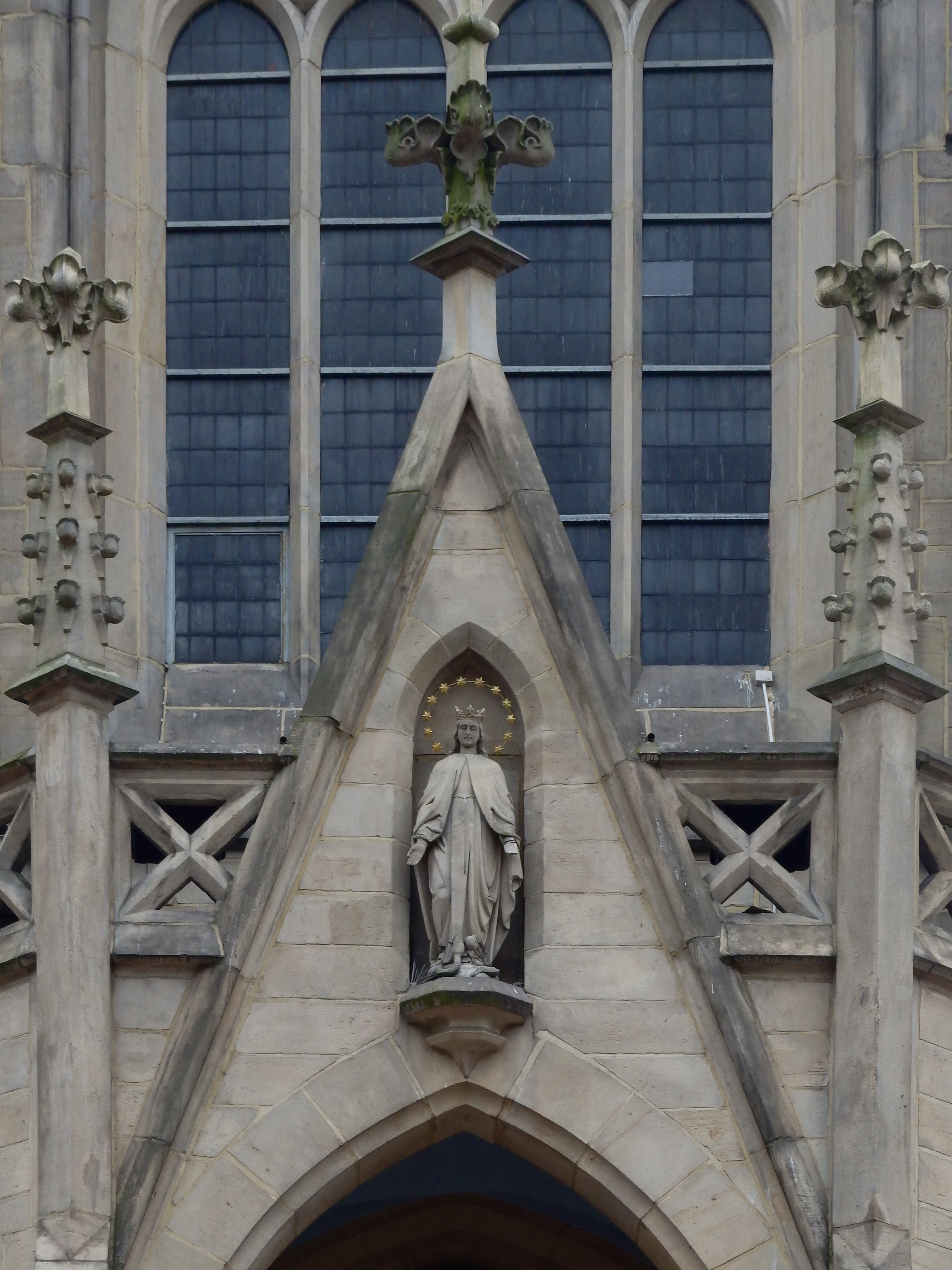
Szczyt kruchty kościoła Mariackiego z rzeźbą Maryi (2021)

Od strony frontalnej (zachodniej) kościół posiada wysoką (71 m) oktagonalną wieżę, zdobioną w stylu typowego dla Alexisa Langera neogotyku z wpływami szkoły nadreńskiej, którą nakrywa ostrosłupowy kamienny hełm. Czworoboczną, dolną część wieży wieńczy balustrada ze sterczynami. Nad nią znajduje się ośmioboczny, górny fragment z wydłużonymi oknami w każdym z boków. Od strony fasady pod oknami umieszczone są dwa zegary. Od każdego narożnika wieży wyprowadzone są szkarpy z łukami przyporowymi. Tę część wieży wieńczy także balustrada ze sterczynami. Całość wieży zwieńczona jest ośmioboczną iglicą z żabkami i krzyżem ponad kwiatonem w wierzchołku.
Korpus kościoła, transept i zakrystia są nakryte dachem dwuspadowym o stromo opadających połaciach. Nawy boczne nakryte są dachami pulpitowymi, a kaplica boczna po stronie północno-zachodniej dachem namiotowym o wyłamanej na zewnątrz połaci dachowej. Dach kaplicy wieńczy metalowa sterczyna. Dachy kościoła kryte są naturalnym kamiennym łupkiem.
Główny otwór drzwiowy z filarem międzyościeżowym został zamknięty ostrołukowo w bogato profilowanych odrzwiach kamiennych. W ostrołukowym tympanonie znajduje się mozaika przedstawiająca Jezusa Chrystusa jako Dobrego Pasterza. Okna świątyni m.in. w nawie głównej, nawach bocznych i prezbiterium są wielopoziomowe, dwudzielnie i osadzone w kamiennych obramieniach z prostym maswerkiem kolistym w ostrołukowym zwieńczeniu. Ponad portalem przy wejściu głównym i w czołowych ścianach ramion transeptu znajdują się okna ostrołukowe czterodzielne z maswerkową dekoracją w postaci dwóch kół i motywem czteroliścia wpisanego w okrąg ponad nimi.
Innymi zewnętrznymi dekoracjami i zdobieniami kościoła Mariackiego są m.in. rzeźba Maryi i świętych Piotra i Pawła. Są tu także zoomorficzne rzygacze (u wylotu rynien) oraz maski demonów (na elewacji zakrystii).

### Architektura wnętrz i wyposażenie

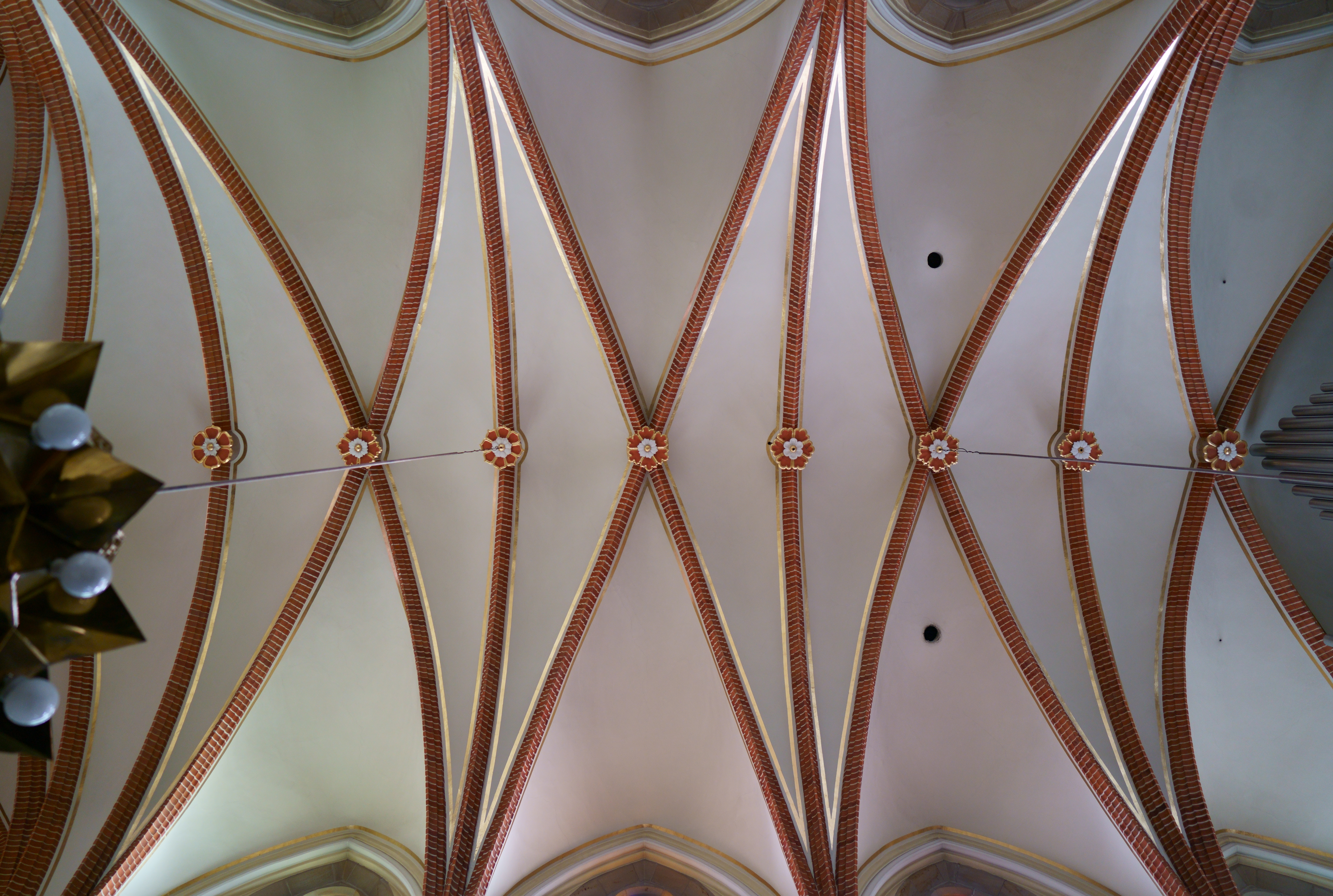
Sklepienie nawy głównej (2022)

Wnętrze kościoła Mariackiego tworzy czteroprzęsłowy korpus nawowy nakryty sklepieniem krzyżowo-żebrowym i poprzedzony jest jednoprzestrzenną kruchtą. Nawy boczne podzielone są na przęsła masywnymi ścianami z niewielkimi przejściami i otwierają się ostrołukowymi arkadami na nawę główną. W części zachodniej nawy głównej znajduje się chór z prospektem organowym. Same zaś organy z 1969 roku wykonane zostały przez firmę Bronisława Cepki. Ramiona transeptu są jednoprzęsłowe, a węższe od nawy głównej prezbiterium ma podwyższoną posadzkę, do którego prowadzi kilka stopni. W ścianie północnej prezbiterium znajdują się ostrołukowe drzwi, ponad którymi umieszczono dwa ostrołukowe przeźrocza. Pod dekoracyjnymi wspornikami znajdują się służki.

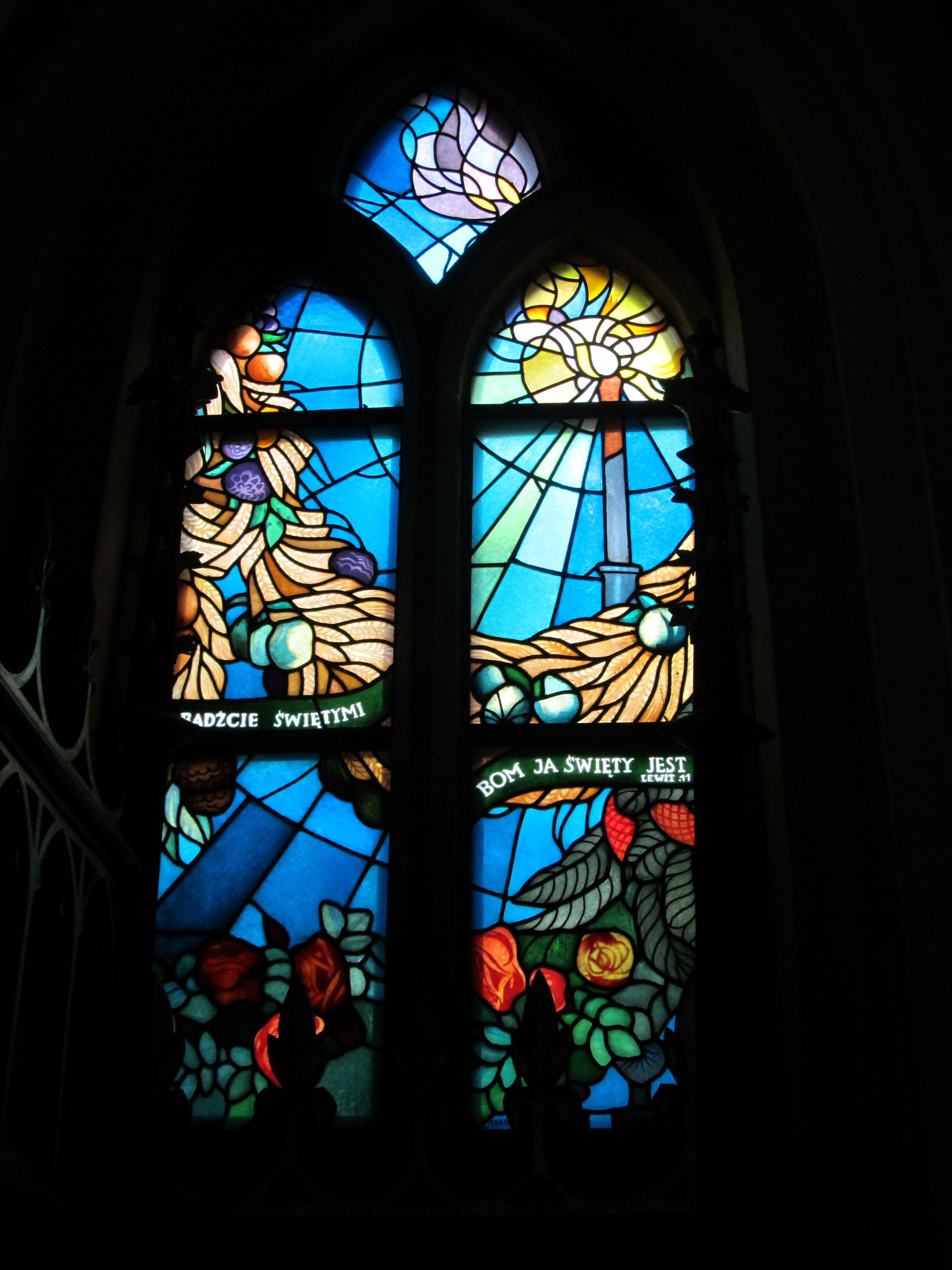
Jeden z witraży Adama Bunscha

Nad wystrojem wnętrza pracowało wielu twórców. Nie zachował się pierwotny ołtarz główny, przetrwał jedynie obraz Matki Bożej Niepokalanego Poczęcia, który znajduje się w domu parafialnym. Z pierwotnego wystroju kościoła zachował się też cykl witraży z 1885 roku, wykonanych przez raciborską firmę F. Kliem. Znajdują się tu też witraże, które zaprojektował Adam Bunsch, uczeń Józefa Mehoffera, pochodzące z lat 1936–1939. Przedstawiają one: z prawej strony nawy głównej symbole cnót chrześcijańskich, a z lewej symbole grzechu. Witraże Adama Bunscha charakteryzują się mocnymi barwami, dużymi kontrastami i prostą grafiką.
Po obu stronach nawy głównej umieszczono sześć płóciennych malowideł o tematyce maryjnej autorstwa Józefa Unierzyskiego, zięcia Jana Matejki. Powstałe one w latach 1928–1930. Na ścianie chóru znajdują się neogotyckie rzeźby przedstawiające króla Dawida i św. Cecylię, a w kaplicy Najświętszego Sakramentu ołtarz i figura Chrystusa Przyjaciela z 1937 roku autorstwa Bogusława Langmana.

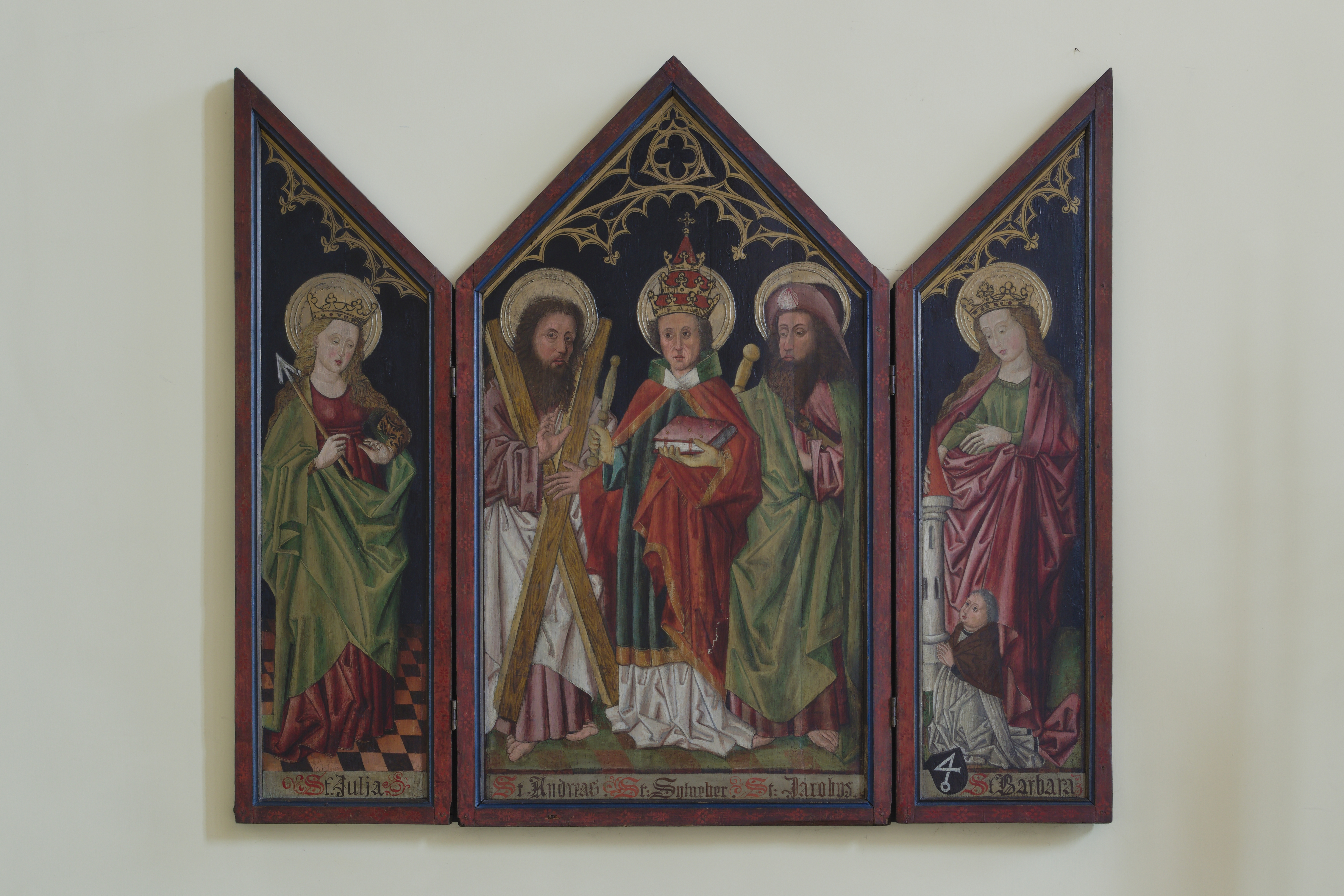
Tryptyk w transepcie kościoła z III ćwierćwiecza XV wieku (2021)

W transepcie znajduje się tryptyk utrzymany w konwencji Sacra Conversazione, pochodzący prawdopodobnie z III ćwierćwiecza XV wieku, malowany temperą na desce i stylistycznie nawiązujący do niemieckiego malarstwa gotyckiego. Przedstawia on postacie świętych: Andrzeja, Sylwestra, Jakuba, Julii i Barbary.
Wystrój Kaplicy Najświętszego Sakramentu zaprojektowała Teresa Michałowska-Rauszer, a wspólnie z artystą rzeźbiarzem Henrykiem Piechaczkiem z Wodzisławia Śląskiego wykonała także kamienną monstrancję. W kaplicy umieszczono także obraz: pt. Św. Jacek z ludem śląskim wykonany przez artystę malarza Aleksandra Grigorjewicza Paskiewicza z Białorusi, powstały według szkicu Adama Bunscha. Wśród ludu widoczny jest na nim błogosławiony ks. Emil Szramek w stroju śląskim.
We wnętrzu po lewej stronie od wejścia do kościoła znajduje się tablica upamiętniająca ks. Emila Szramka, który został ogłoszony 13 czerwca 1999 roku przez papieża Jana Pawła II błogosławionym. Ponadto w kościele istnieje tablica z inskrypcjami łacińskimi upamiętniająca pierwszego proboszcza parafii Niepokalanego Poczęcia Najświętszej Maryi Panny – ks. Wiktora Schmidta oraz tablica ku czci Pasterzy Kościoła Katowickiego z lat 1925–2000.
Znajdujące się w kościele dzwony zostały poświęcone w 2001 roku, a powieszono je 30 listopada 2007 roku. Są to: Maryja Niepokalana (970 kg), bł. Emil Szramek (580 kg) i św. Damian (130 kg). Wykonano je w ludwisarni Felczyńskich w Taciszowie.

Wnętrza kościoła Mariackiego
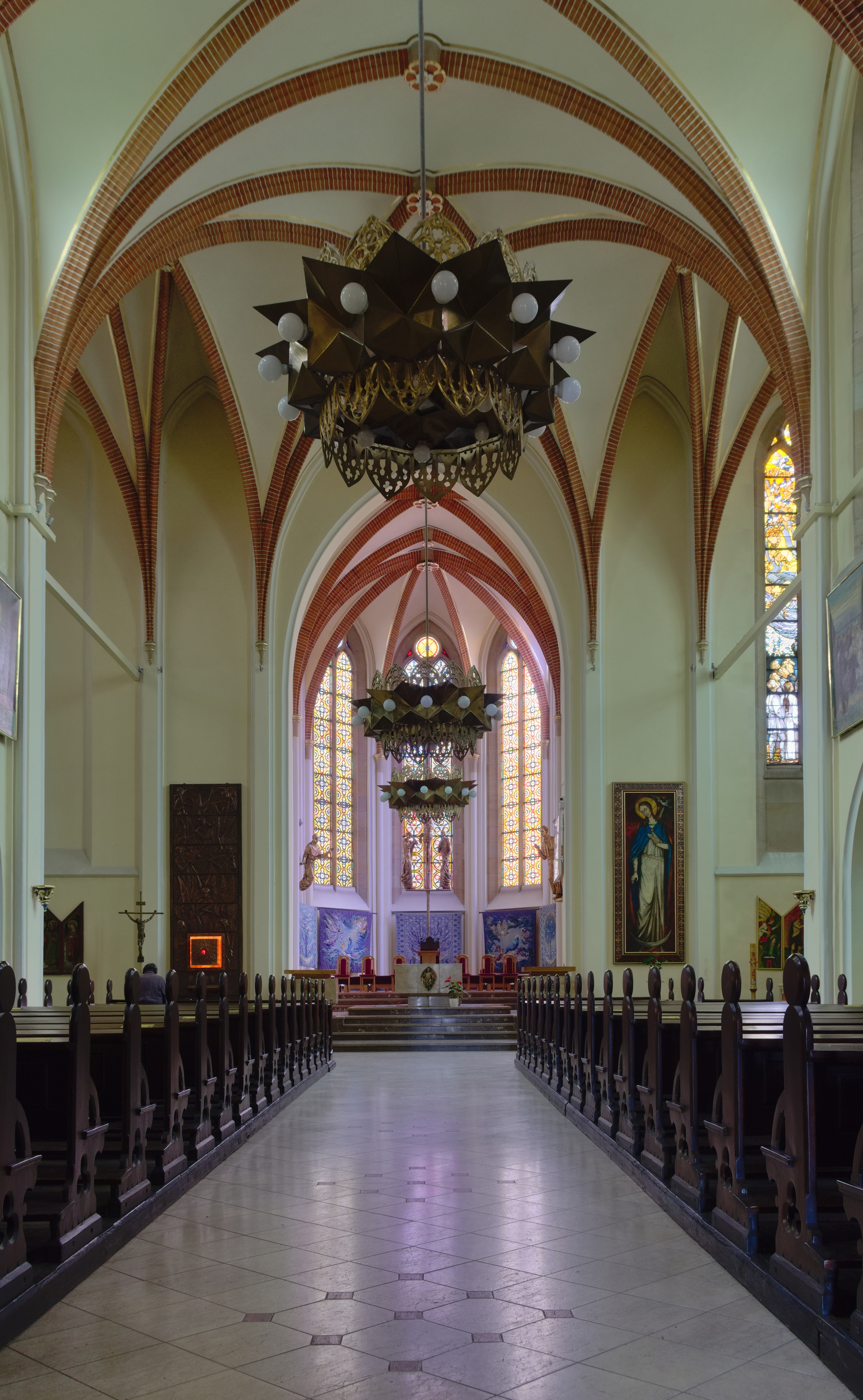
Nawa główna kościoła
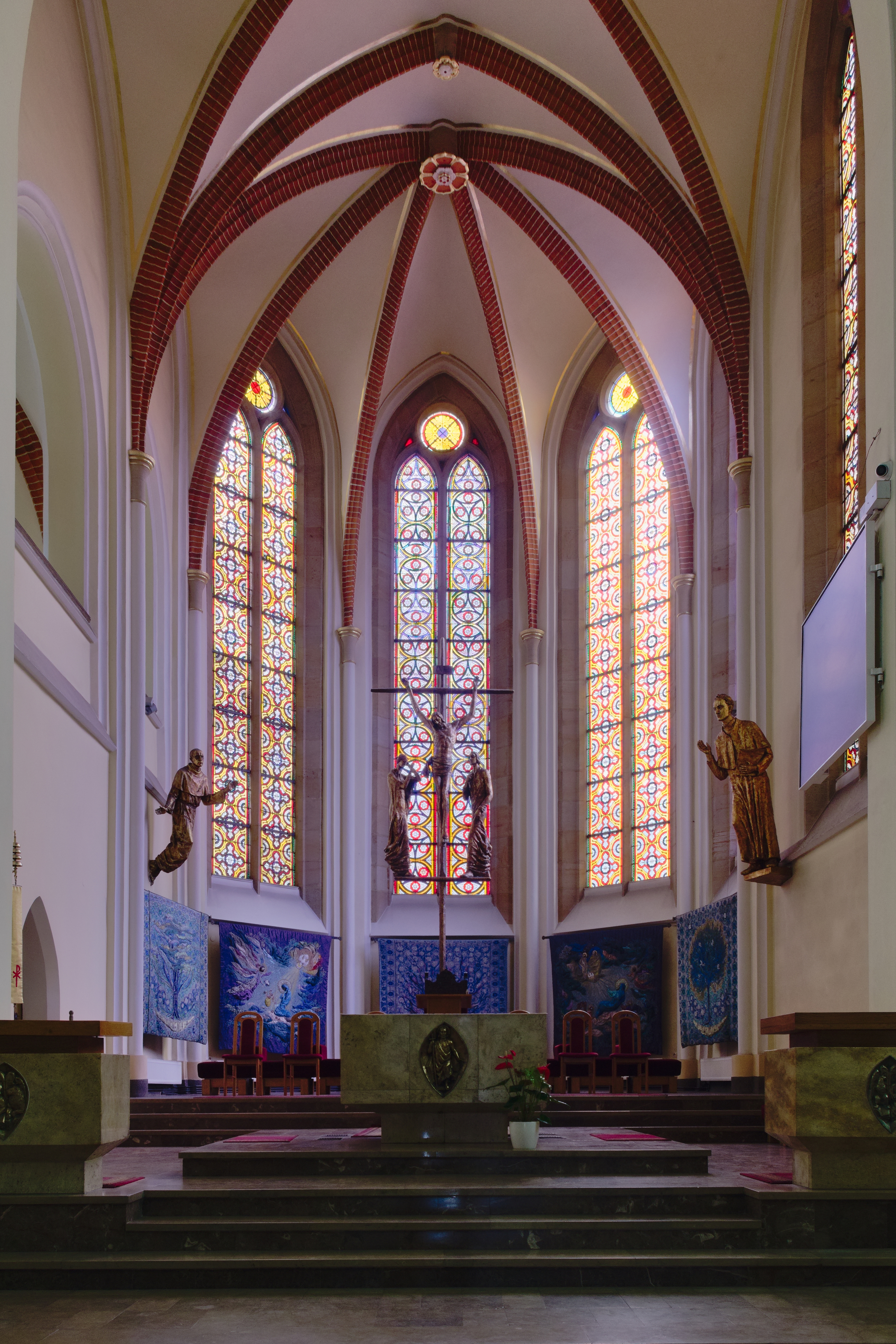
Zbliżenie na prezbiterium
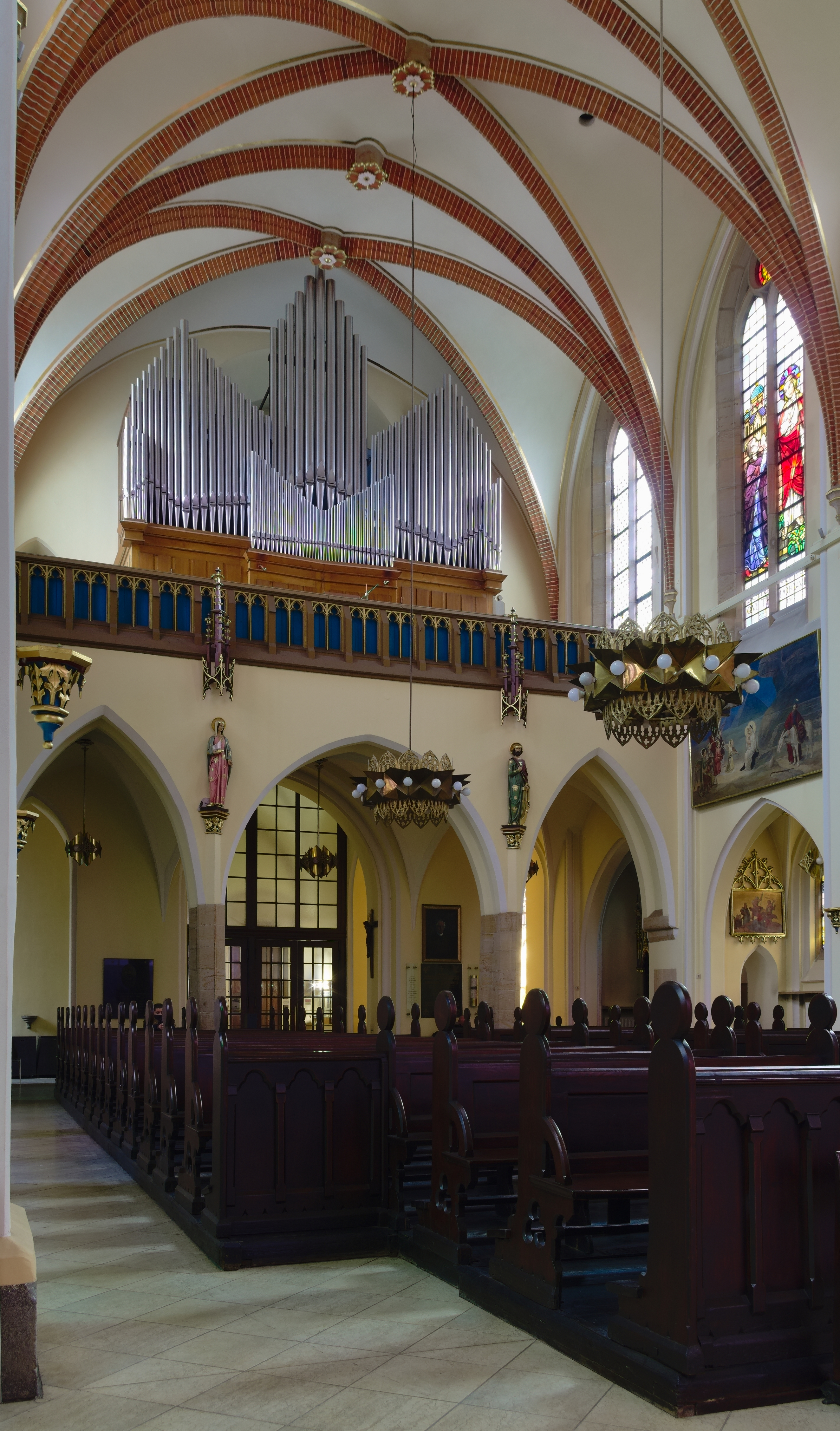
Chór z prospektem organowym
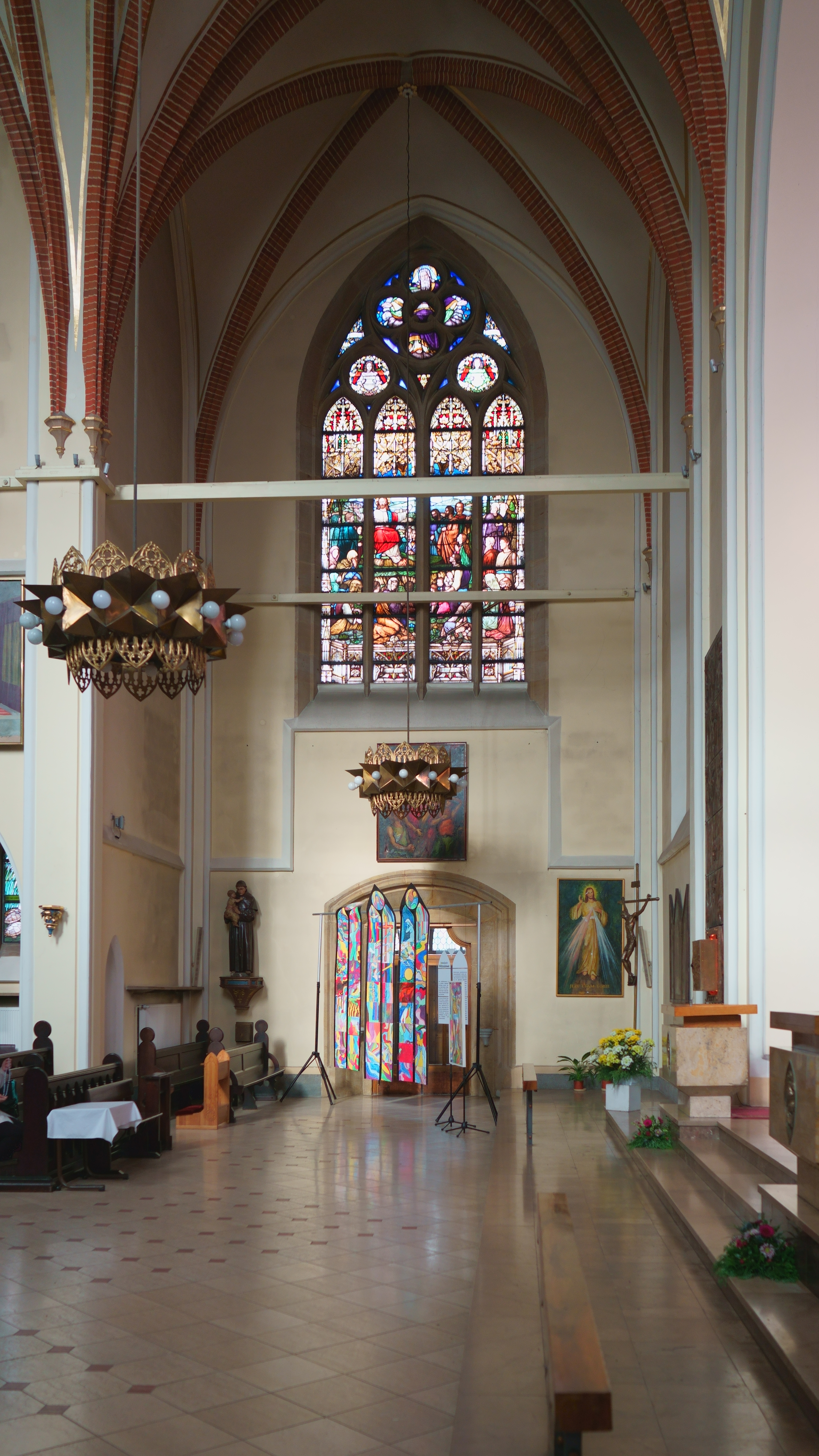
Północny transept

## Otoczenie
Kościół Niepokalanego Poczęcia Najświętszej Maryi Panny położony jest przy placu ks. E. Szramka w Katowicach, na terenie dzielnicy Śródmieście. Stanowi on wschodnie zamknięcie perspektywy ulicy Mariackiej. Na południe od kościoła znajdują się pozostałe budynki parafialne parafii Niepokalanego Poczęcia Najświętszej Maryi Panny, a na północy teren zieleni urządzonej wypełniający południowo-zachodnie naroże skrzyżowania ulic K. Damrota i Warszawskiej.
W 1871 roku ks. Wiktor Schmidt wprowadził się do nowego budynku probostwa, który został rozbudowany w latach 20. XX wieku. W latach 1874–1875 wzniesiono kolejny budynek, tzw. „organistówkę”. 24 czerwca 1894 roku została poświęcona kaplica Ogrójca, która stanęła na placu przy kościele. W 1914 roku oddano do użytku tzw. „dom związkowy”, a 20 września 1997 roku poświęcono nowy dom parafialny.
Kaplica Ogrójca wzniesiona w stylu neogotyckim została przekształcona w kaplicę Golgota Ojczyzny. Jej uroczyste poświęcenie nastąpiło 12 czerwca 2015 roku. Ściany wnętrza kaplicy pomalowane są na niebiesko, a posadzka jest pokryta ceramicznymi płytkami. Centralnym miejscem kaplicy jest krzyż złożony z 26 tablic, na których naniesiono inskrypcje z nazwani ważnymi dla historii Polski miejsc. W rozecie nad wejściem do kapicy znajduje się witraż przedstawiający bł. ks. Emila Szramka z inskrypcją z datą i miejscem jego śmierci – „13.01.1942 DACHAU”.

## Galeria

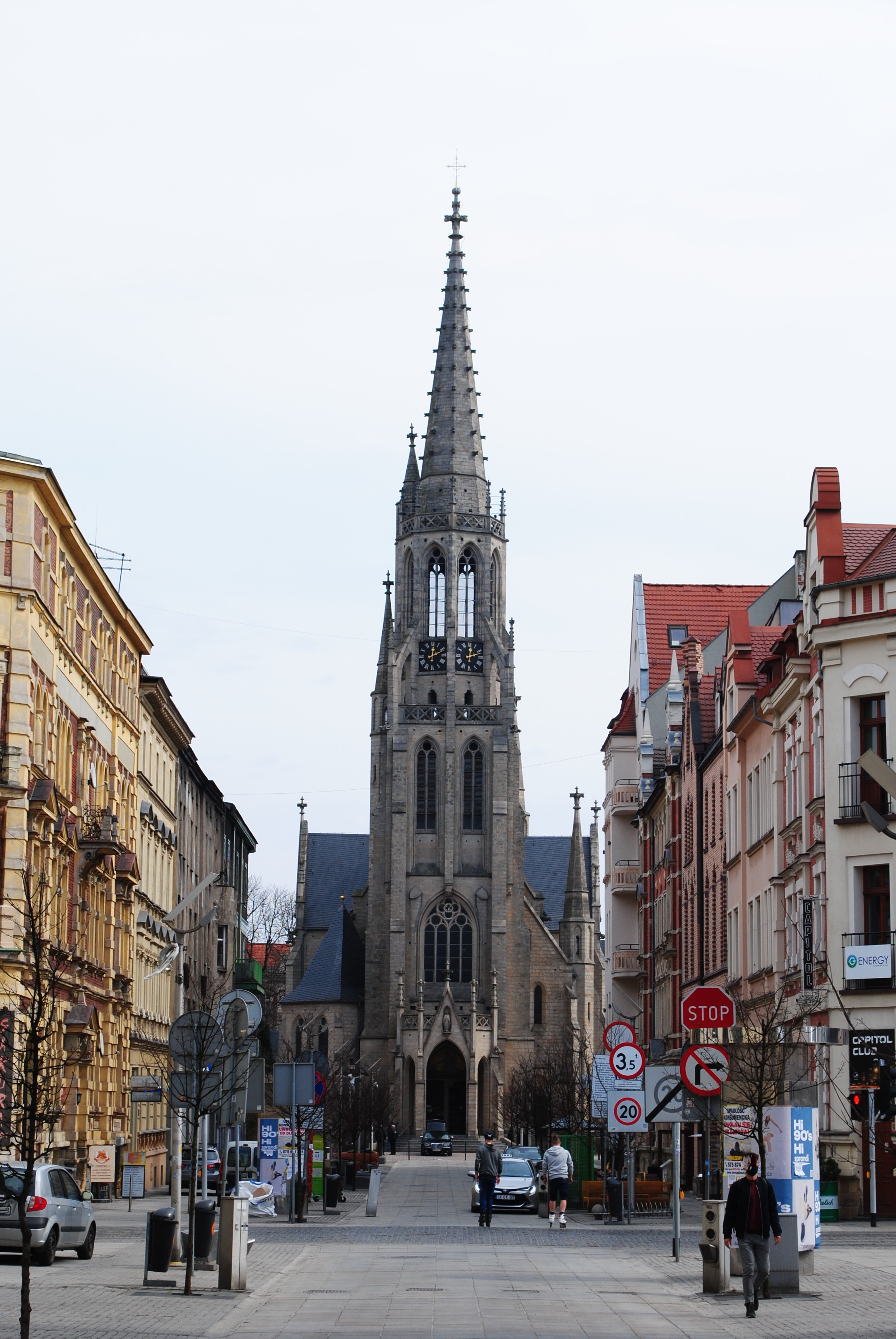
Fragment ulicy Mariackiej, której wschodnią oś zamyka kościół Mariacki
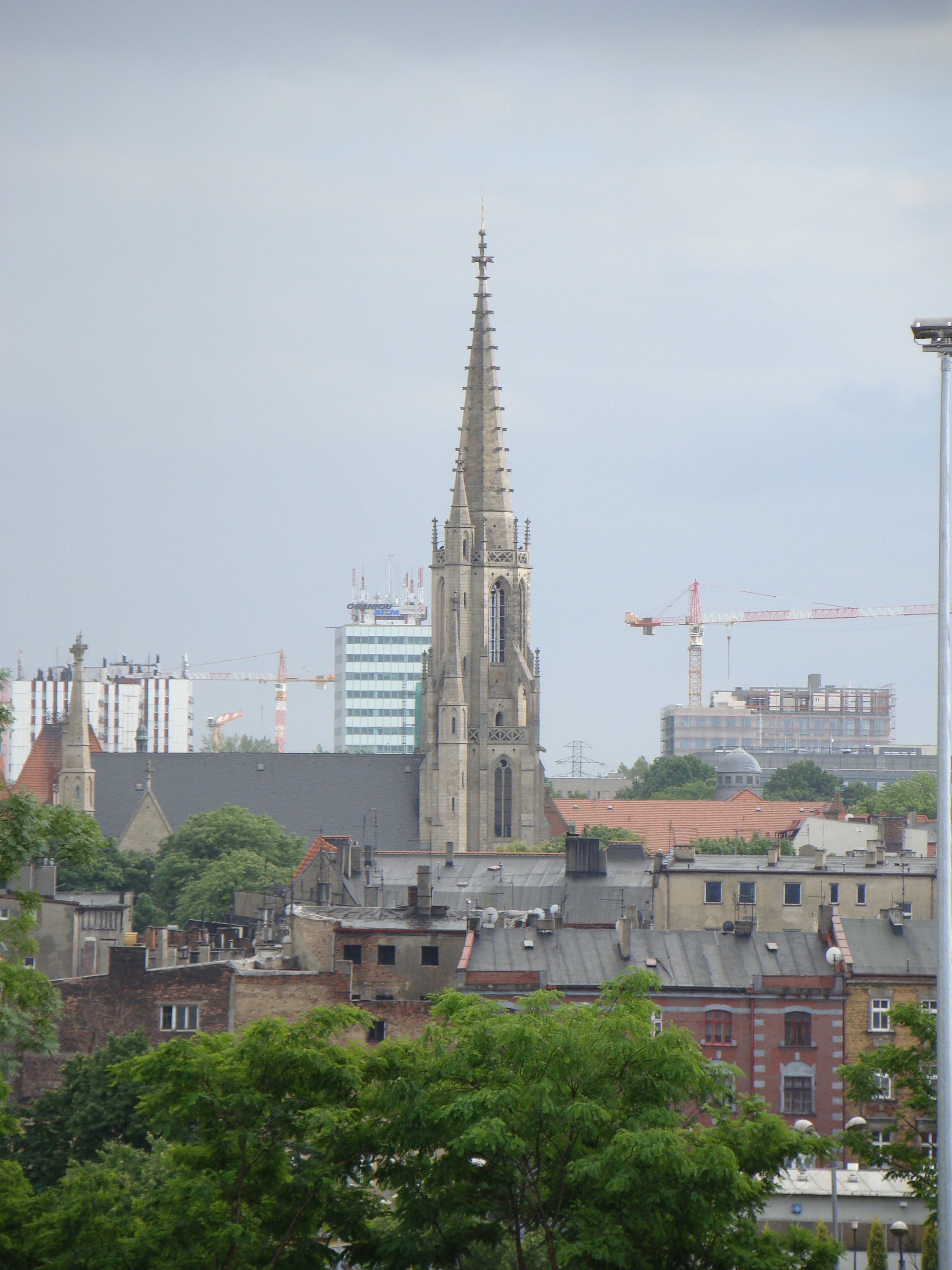
Kościół Mariacki widziany od strony północnej (2014)
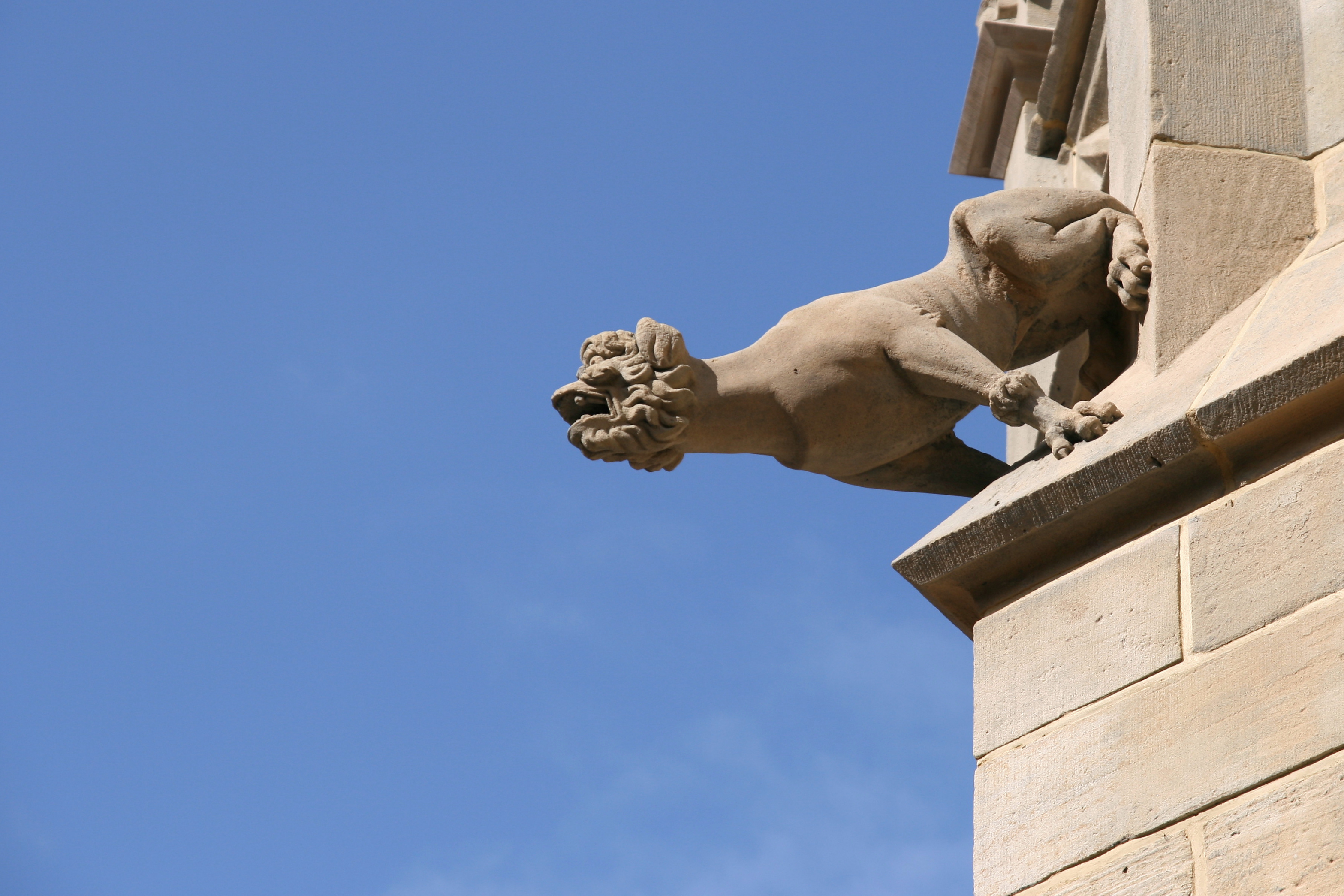
Rzygacz w południowym narożniku kruchty (2008)
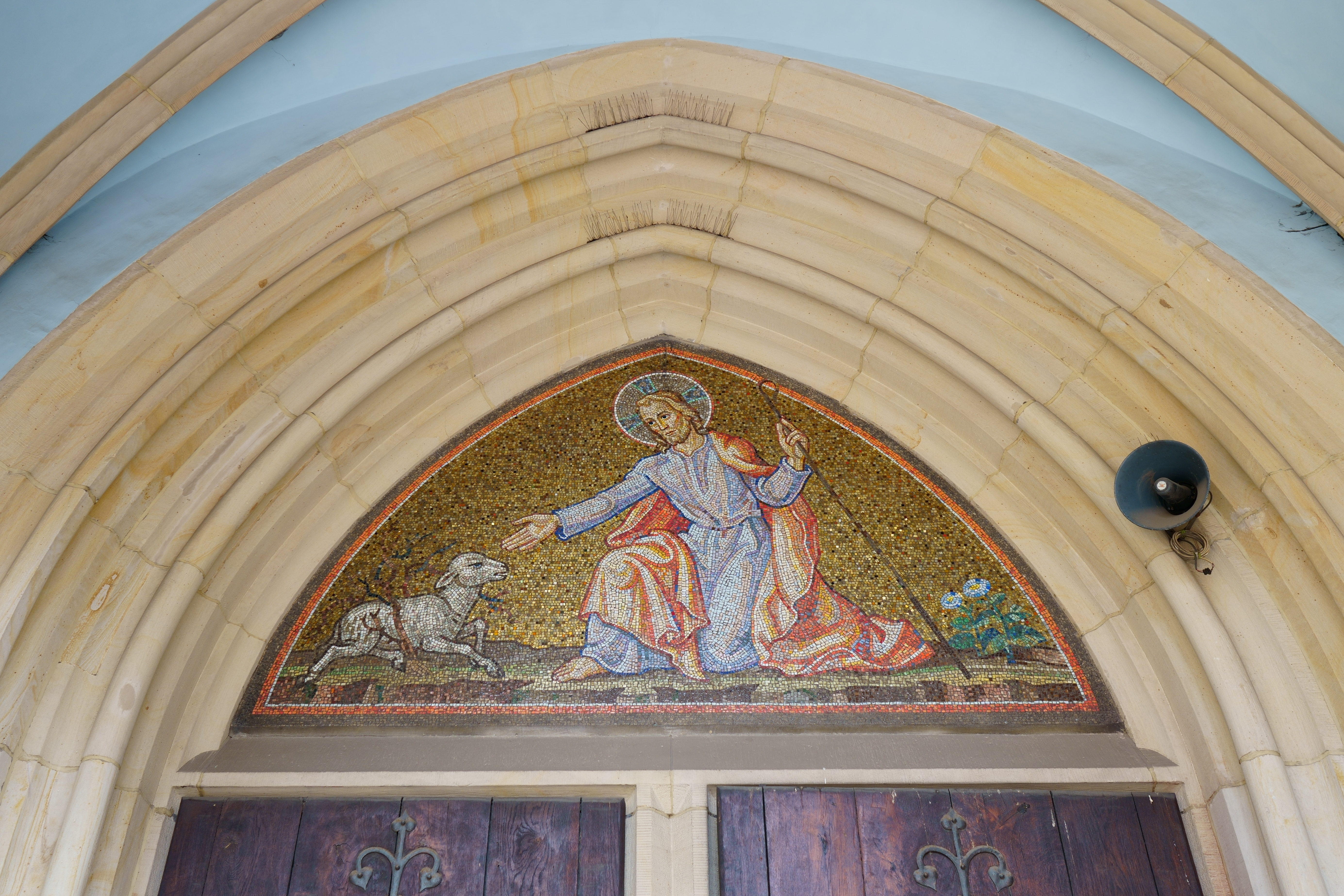
Tympanon z mozaiką Jezusa Chrystusa Dobrego Pasterza (2022)
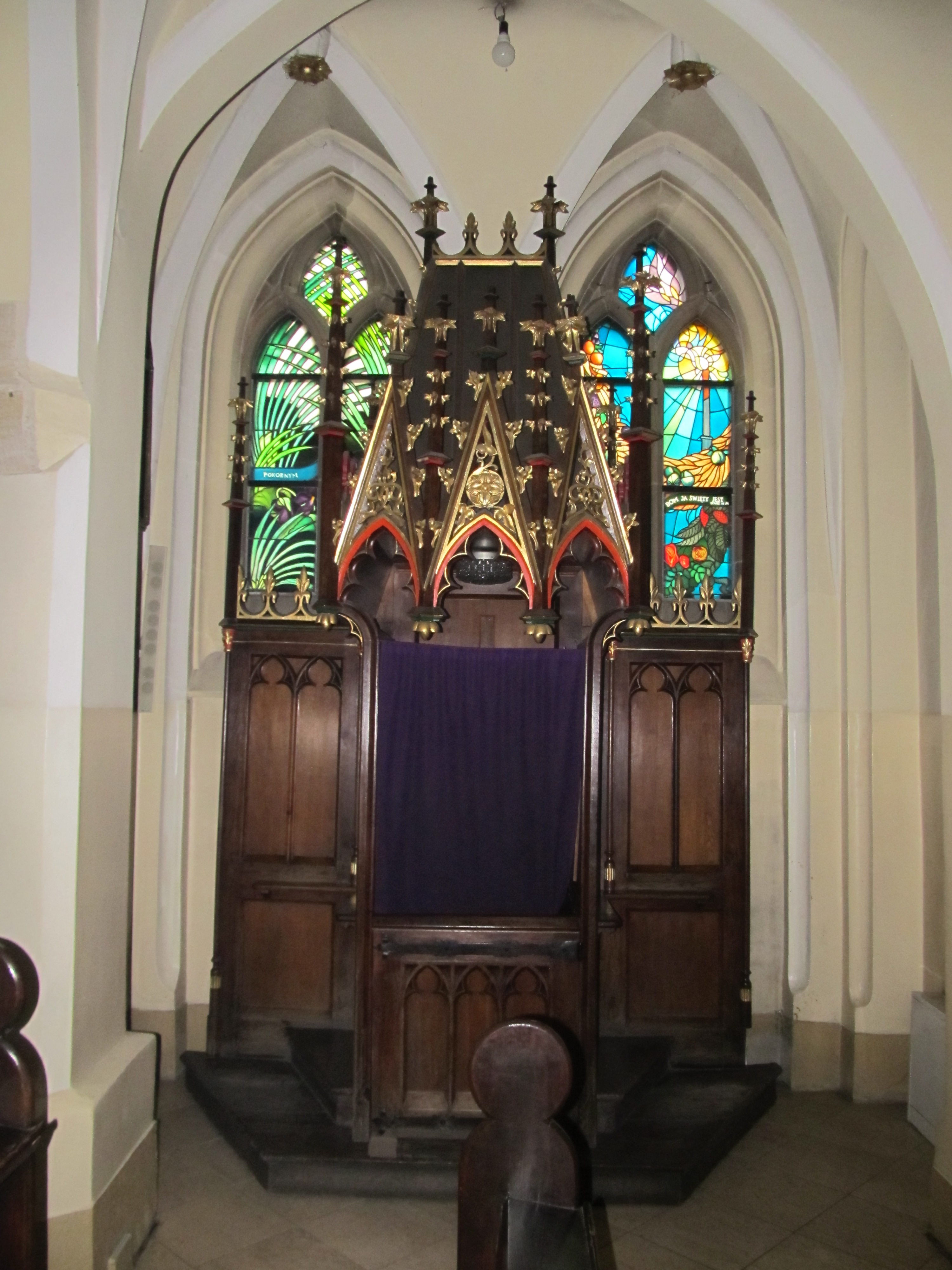
Konfesjonał (2014)
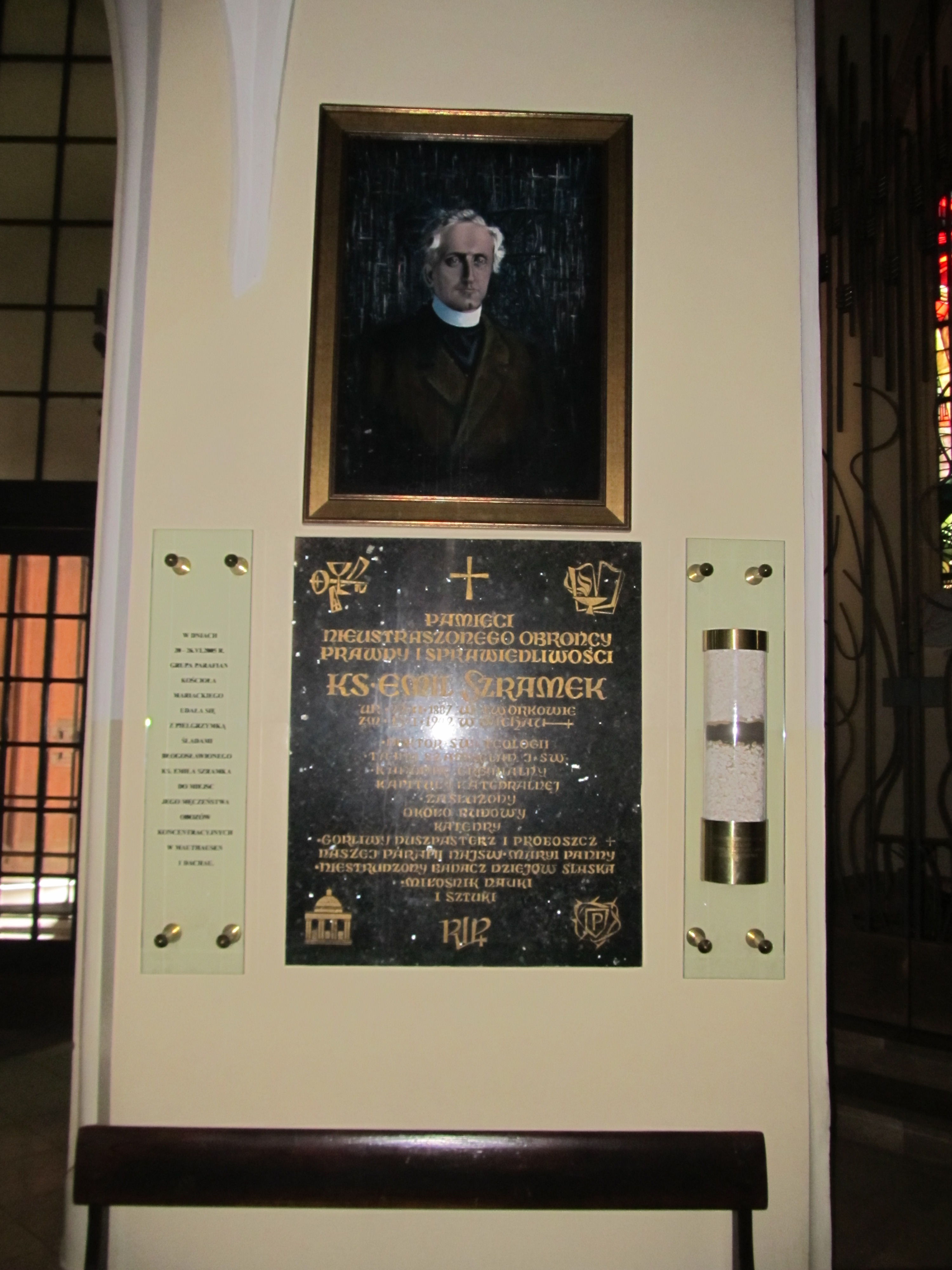
Tablica upamiętniająca bł. ks. Emila Szramka (2014)